# 城山駅 (江原道)
城山駅（ソンサンえき、성산역）は、朝鮮民主主義人民共和国（北朝鮮）江原道洗浦郡に位置する朝鮮民主主義人民共和国鉄道省江原線の駅である。

## 歴史
- 1941年7月1日：開業[1]。